# Wanman
Wanman je jazyk patřící do pama-nyunganské jazykové rodiny, do podskupiny watských jazyk. Podle průzkumu z roku 2016 měl 3 mluvčí, ale je možné jazyk už vymřel. Mluí se jím nedaleko komunity Jigalong v Západní Austrálii. Jazykem mluví austrálský kmen Wanmanů, což je podskupina etnické skupiny Martů.
Dialekt antakarinya bývá označován jako jeden z dialektů jazyka Západní pouště, ale je možné že antakarinya je ve skutečnosti bližší právě jazyku wanman. Tento dialekt má asi 6 mluvčích.